# Marion Barbeau
Pour les articles homonymes, voir Barbeau.
Marion Barbeau, née en 1991 à Nogent-sur-Marne (Val-de-Marne), est une danseuse et actrice française. Elle est nommée première danseuse du ballet de l'Opéra de Paris en novembre 2018 et quitte le ballet en 2024. Elle devient actrice en jouant le rôle principal du film En corps (2022).

## Biographie
(janvier 2024).
Marion Barbeau naît en 1991 à Nogent-sur-Marne, dans le Val-de-Marne, d’un père dentiste et d’une mère au foyer. Elle commence la pratique de la danse à l’âge de six ans.
En 2001, Marion Barbeau intègre le Conservatoire national supérieur de musique et de danse de Paris, puis en 2002 l’École de danse de l'Opéra national de Paris.
En 2008, elle intègre le corps de ballet de l'Opéra national de Paris.
En 2013, elle est promue Coryphée.
En 2016, elle est promue Sujet et Benjamin Millepied lui confie le rôle de l’héroïne du diptyque Iolanta - Casse-Noisette de Dmitri Tcherniakov, chorégraphié par Sidi Larbi Cherkaoui, Édouard Lock et Arthur Pita.
En 2019, elle devient première danseuse du ballet de l'Opéra national de Paris.
En 2019, elle fonde avec son compagnon Simon Le Borgne leur compagnie de danse Alt. Take.

### Spectacles
- Ne me touchez pas, duo avec Laura Bachman, janvier 2023[5], diffusé sur France 4 en septembre 2023[6].

### Cinéma
En 2021, pendant la pandémie de Covid-19, elle fait valoir le statut de l'Opéra de Paris pour prendre quatre mois de congé sans solde et notamment pour se consacrer au tournage du film En corps dans lequel elle interprète le rôle principal, film qui sort en salles au printemps 2022.

## Distinctions

### Récompenses
- 2017 : Prix de l'Association pour le rayonnement de l'Opéra national de Paris (AROP) avec Germain Louvet

### Nominations
- César 2023 : Meilleur espoir féminin pour En corps

## Filmographie

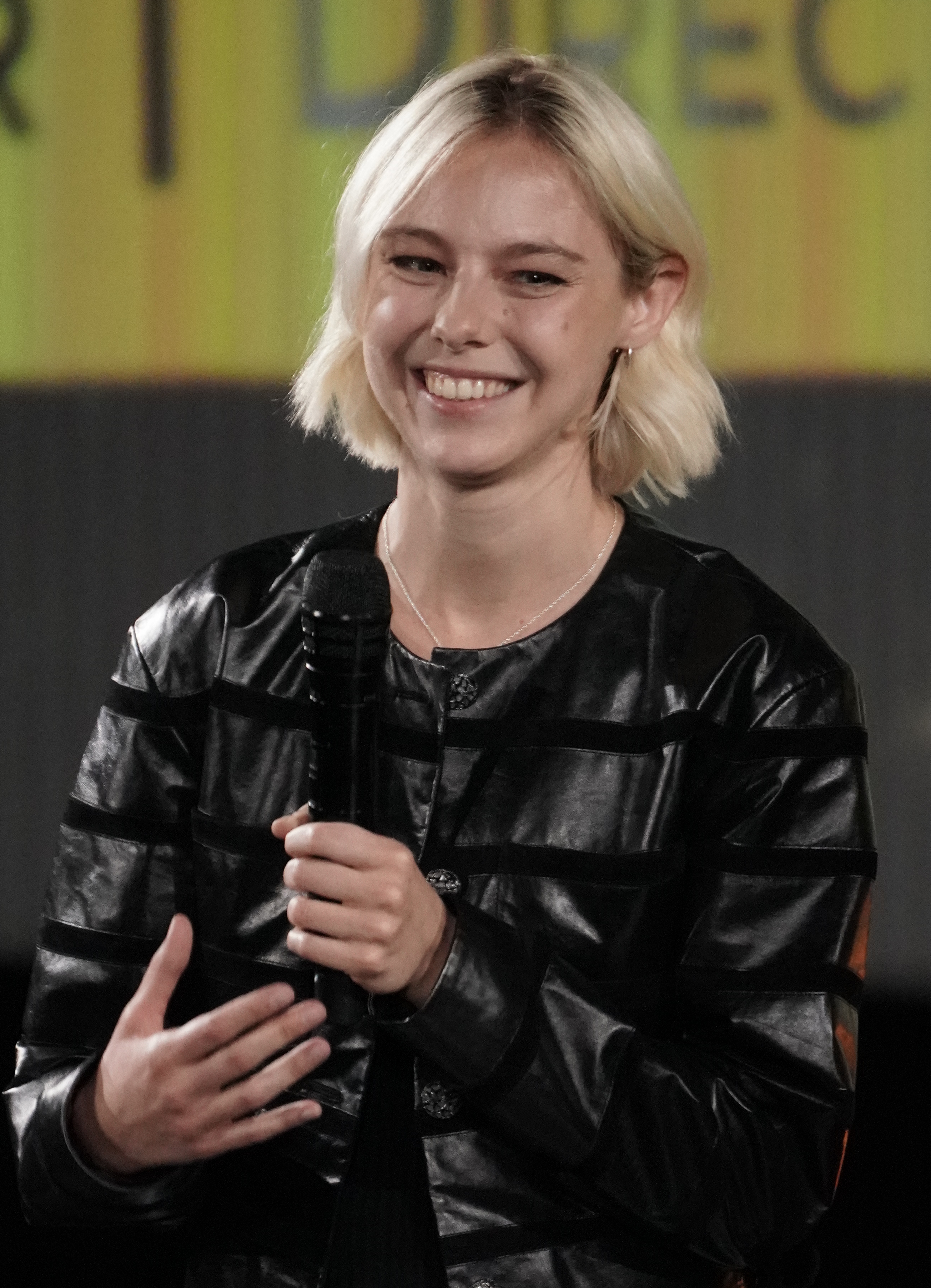
Au Reims Polar 2024.

Sauf indication contraire, les informations mentionnées dans cette section peuvent être confirmées par la base de données cinématographiques IMDb,  présente dans la section « Liens externes ».

### Cinéma
- 2015 : Nephtali (court métrage) de Glen Keane et Benoît Philippon : la danseuse
- 2022 : En corps de Cédric Klapisch : Élise Gautier
- 2024 : Un homme en fuite de Baptiste Debraux : Charlène Sorbier
- 2024 : Drone de Simon Bouisson : Émilie
- 2026 : Gourou de Yann Gozlan

### Clips
- 2020 : Tendrement d'Oxmo Puccino, réalisé par Anissa Bonnefont : une danseuse (également chorégraphe)
- 2020 : Soleil pâle de Hania Rani, réalisé par Neels Castillon : la danseuse